# Esfera Bernal

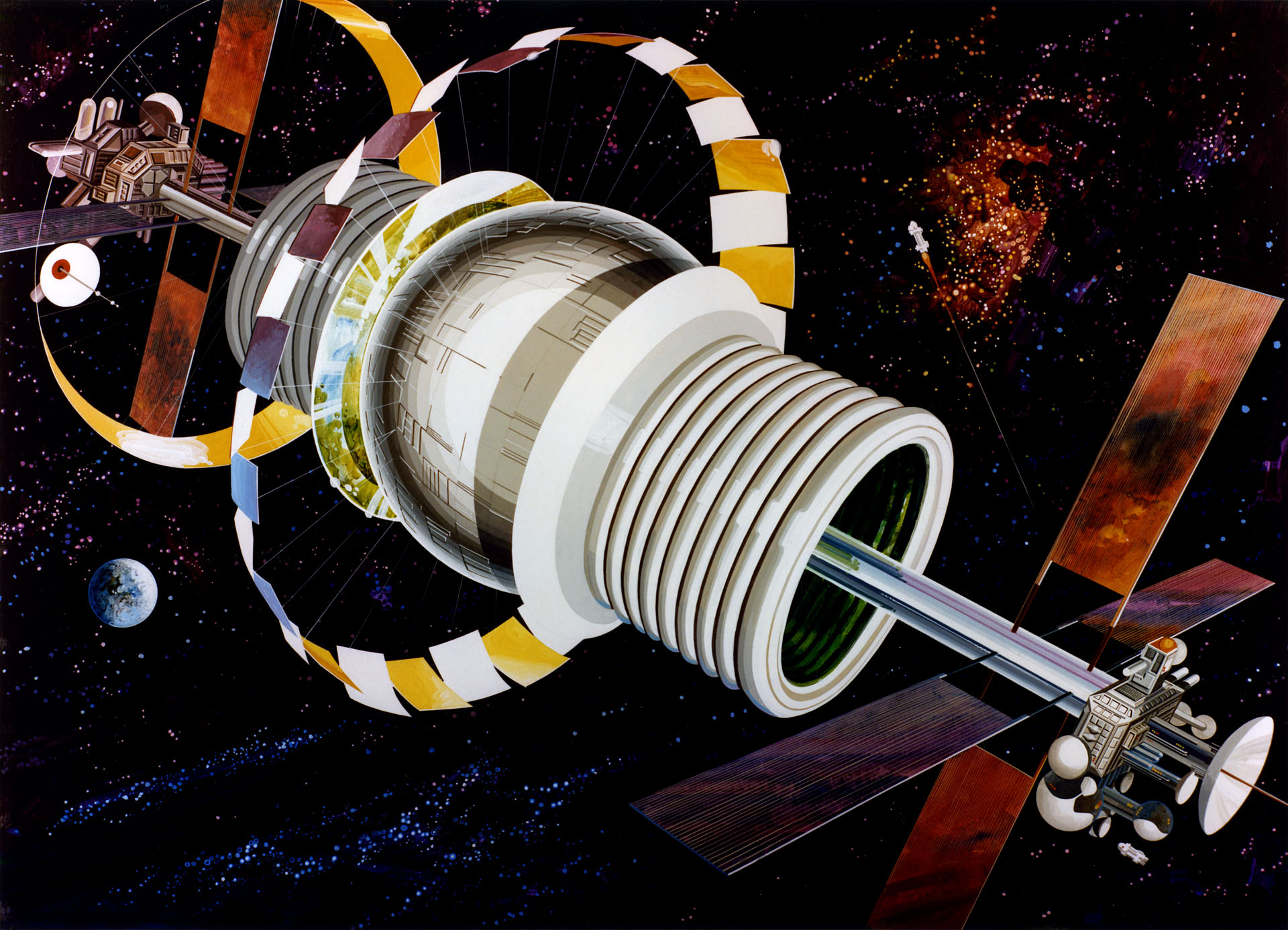
Vista externa d'una esfera Bernal

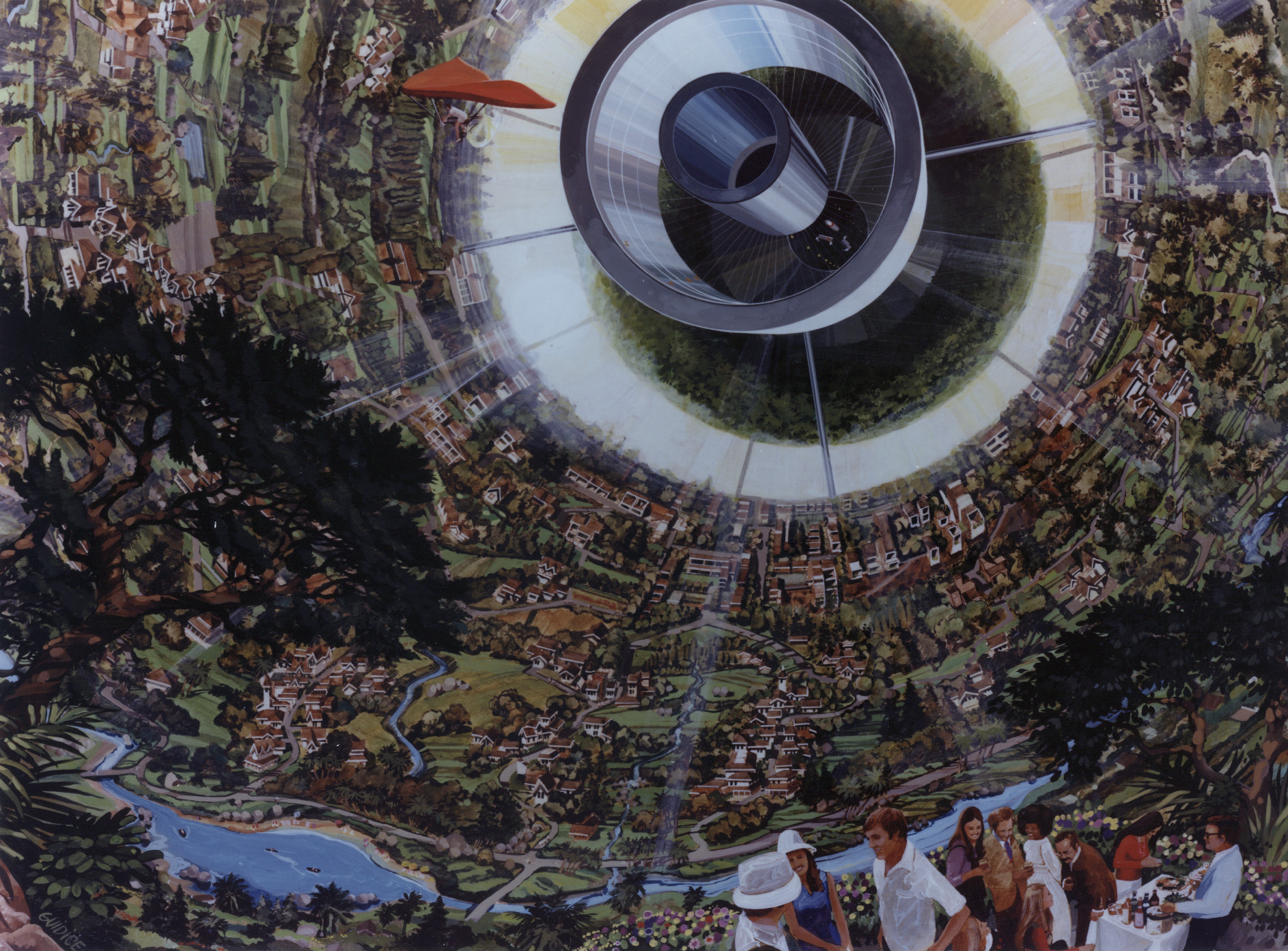
Interior d'una esfera Bernal

L'esfera Bernal és un tipus d'hàbitat espacial destinat com a casa a llarg termini per a residents permanents, proposat el 1929 per John Desmond Bernal, fent-lo així el primer projecte de ciutat espacial. La proposta original de Bernal descrivia una esfera d'1,6 km de diàmetre. La qual podia albergar més de 20.000 persones en el seu interior. D'aquesta idea principal se'n van fer dos adaptacions posteriors:
- Illa 1: En una sèrie d'estudis en 1975 i 1976 amb el propòsit d'especular sobre dissenys per a futures colònies espacials, la Stanford University i Gerard Kitchen O'Neill proposaven l'Illa 1, una esfera Bernal modificada amb un diàmetre de només 500 m que girava a 1.9 rpm per produir una gravetat artificial en l'equador de l'esfera com la de la Terra. En l'interior un paisatge que s'assemblaria a una vall gran. L'Illa 1 seria capaç de proporcionar espai de vida i recreació per a una població d'aproximadament 10.000 persones, amb un hàbitat basat en l'agricultura. La llum solar s'havia de redirigir a l'interior de l'esfera amb miralls externs per finestres grans prop dels pols.[2]

- Illa 2: El Dr. O'Neill imaginava la pròxima generació d'hàbitat espacial com a versió més gran de l'Illa 1. Illa 2 tindria aproximadament 1800 metres de diàmetre, produint una circumferència equatorial de gairebé 6'5km. Amb aquesta mida, l'hàbitat podria acomodar còmodament una població d'unes 140.000 persones.[2]

- Illa 3: Dos cilindres rotacionals cadascun de cinc 8 km de diàmetre, i de 32 km de llarg. Cada cilindre té sis àrees iguals: tres són finestres, i les altres tres de terra.[2]

## Galeria d'imatges

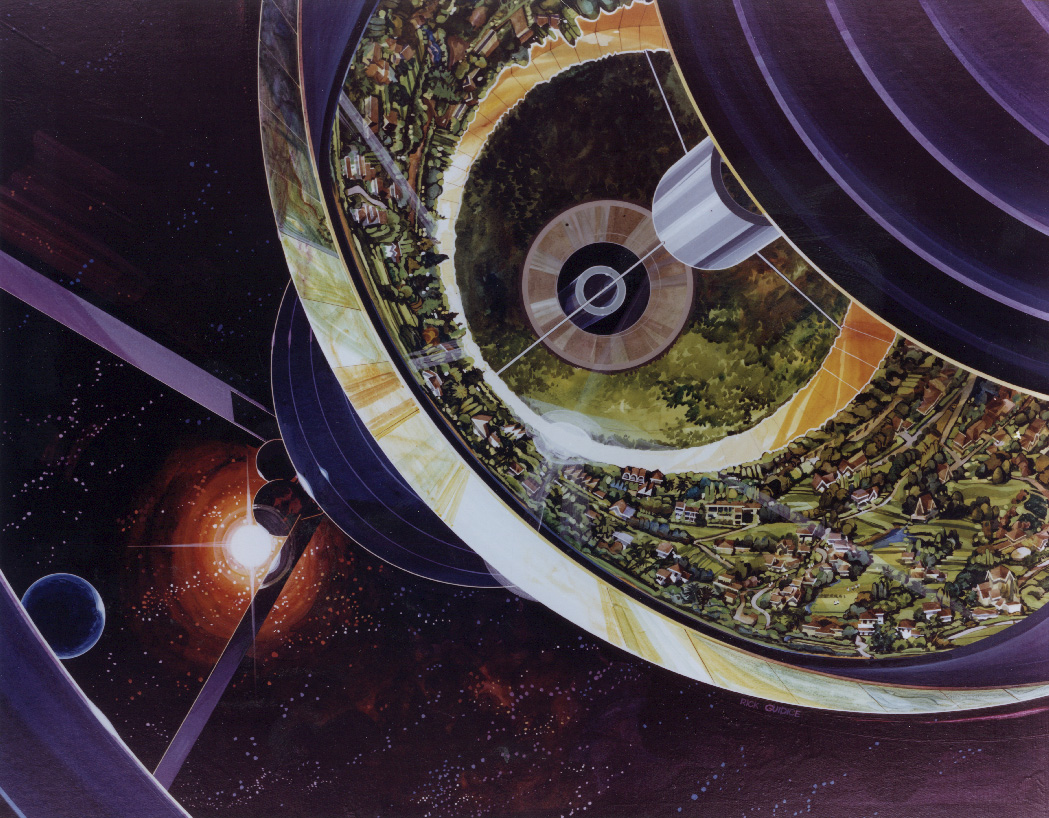
L'interior de l'esfera segons es veu des del "portal" de la llum solar
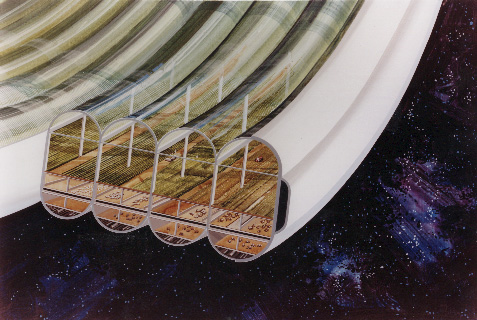
Mòdul agrícola d'una Esfera Bernal
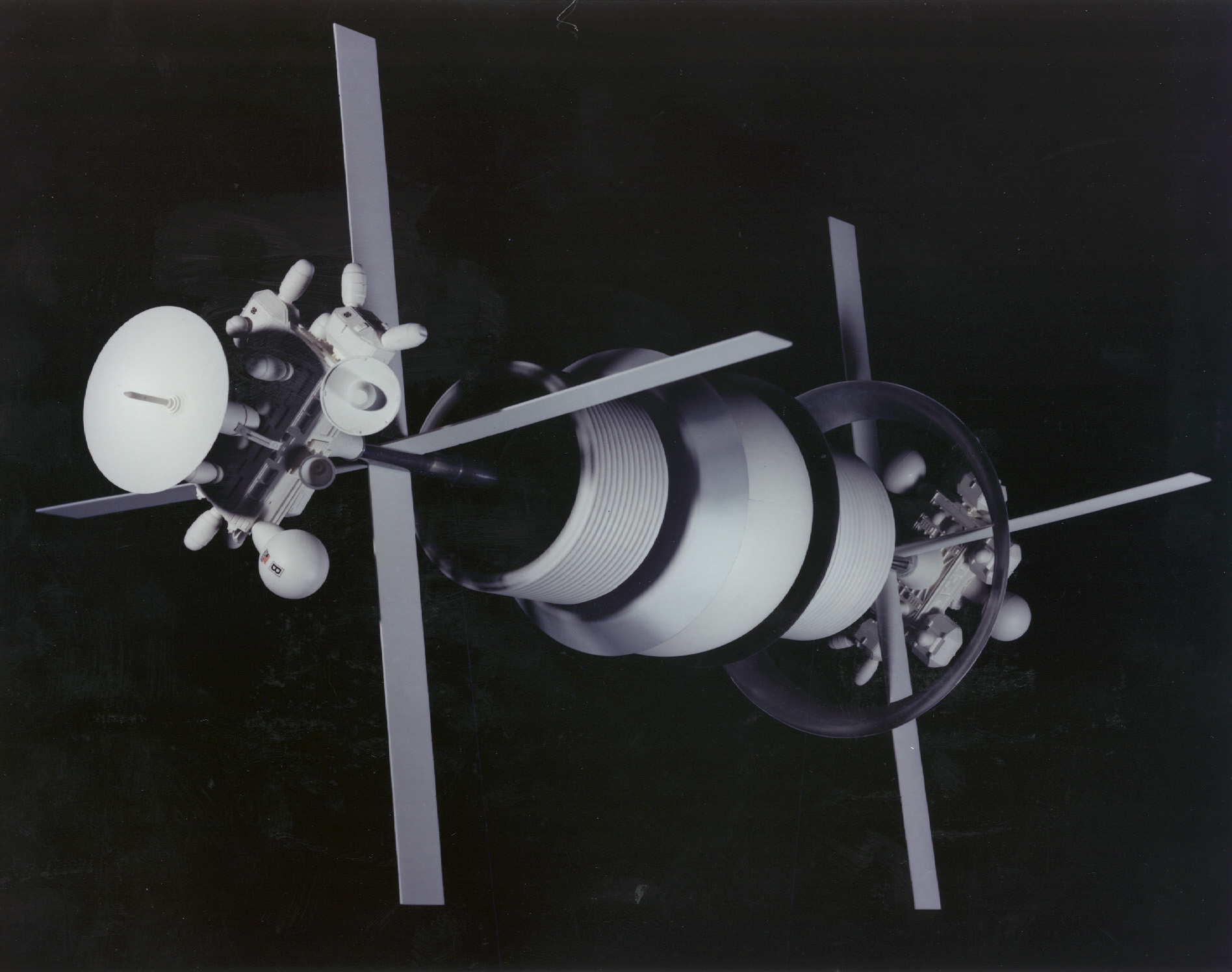
Exterior d'una esfera Bernal
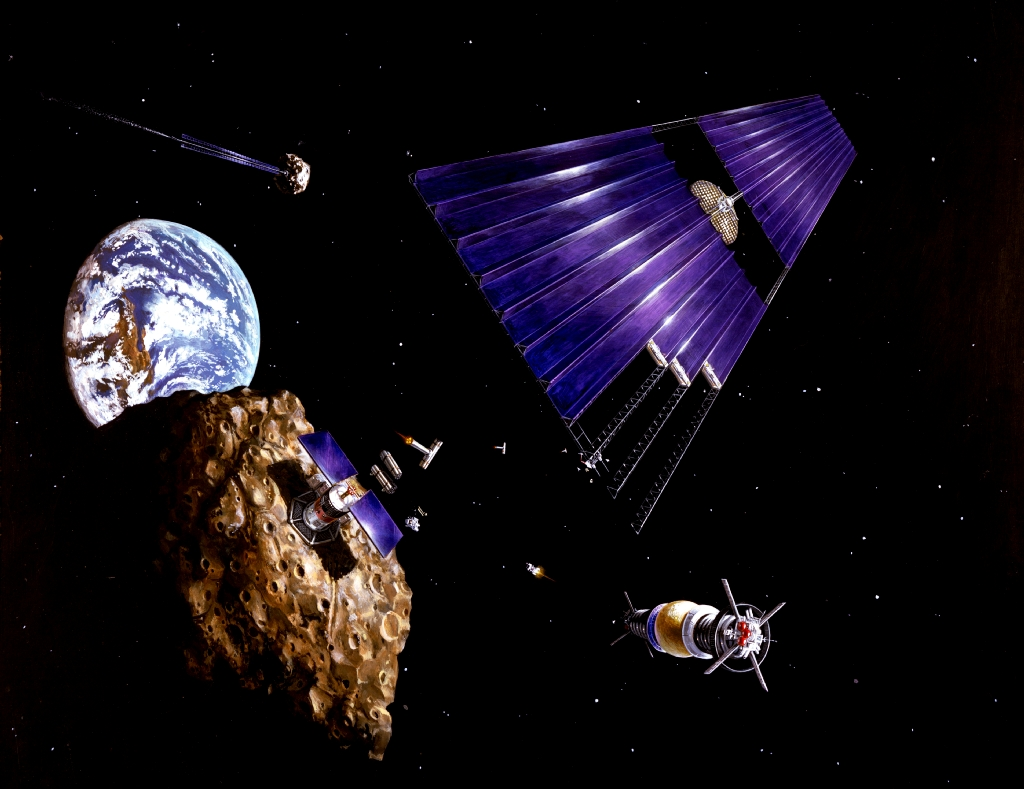
Una esfera Bernal al costat d'un satèl·lit de l'energia solar i una estació de mineria d'asteroides